# Pizzo Camino
Le Pizzo Camino est une montagne qui s'élève à 2 492 m d'altitude dans les Alpes bergamasques, au Nord de la Lombardie en Italie.